# Mark Clark (Bürgerrechtler)
Mark Clark (* 28. Juni 1947 in Peoria, Illinois; † 4. Dezember 1969 in Chicago) war ein US-amerikanischer Bürgerrechtsaktivist. Als Mitglied der Black Panther Party wurde er von der Chicagoer Polizei am frühen Morgen des 4. Dezembers 1969 erschossen.
Die Polizei und die Staatsanwaltschaft argumentierten im Nachhinein für die Rechtmäßigkeit des Tötungsdelikts, während Klagen von Angehörigen und Stellungnahmen politischer Genossen auf Anerkennung der Tat als eine Ermordung aus politischen Gründen plädierten.

## Leben
Chark wurde in Peoria, Illinois als Sohn von Elder William Clark und Fannie Bardley Clark geboren. Er engagierte sich zunächst in der National Association for the Advancement of Colored People (NAACP) und nahm dafür an Demonstrationen gegen Diskriminierung bei der Wohnungssuche, der Bildung und in Einstellungsverfahren teil. Von John Gwynn, dem lokalen Vorsitzenden der NAACP, wird er in dieser Zeit als respektierte und auf seine Altersgenossen moderierend einwirkende Persönlichkeit beschrieben. Er ging auf die Manual High School und das Illinois Central College in Peoria.
Die Lektüre des Zehn Punkte Programms der Black Panthers inspirierte ihn eine lokale Gruppe der Partei in Peoria zu gründen. Er organisierte in Zusammenarbeit mit Pastor Blaine Ramsey ein kostenloses Frühstückscafé zur Verbreitung seiner politischen Ideen. Andere Kirchenmitglieder votierten später aus Angst vor Repressionen erfolgreich gegen die Fortführung des Programms.

## Todesumstände
Vor Sonnenaufgang am 4. Dezember 1969 stürmten Einheiten der Chicago Police eine Wohnung in der West Monroe Street. Sie gehörte Fred Hampton, der der BPP vorstand. Neben Mark Clark wurde auch Fred Hampton bei diesem Überfall getötet sowie weitere vier anwesende Personen schwer verletzt: Verlina Brewer, Ronald „Doc“ Satchel, Blair Anderson und Brenda Harris.
Alle Personen schliefen zum Zeitpunkt des Überfalls. Mark Clark saß aus Sicherheitsgründen im vorderen Wohnzimmer mit einer Shotgun und übernahm für die Gruppe den Wachdienst. Angehörige sagten im Nachgang aus, dass Mark Clark seine Ermordung in Chicago vorausgesehen habe.
Clark wurde vom ersten abgegebenen Schuss ins Herz getroffen und war sofort tot. Er gab selber noch einen Schuss ab, von dem eine spätere Untersuchung ergeben sollte, dass er zu dem Zeitpunkt der Schussabgabe schon tot gewesen sein müsse. Dies war der einzige Schuss, der von der Gruppe abgegeben wurden. Ein staatliches Untersuchungsverfahren, an dem sich die Angehörigen und Überlebenden nicht beteiligten, beschied, dass die Polizei zwischen 82 und 99 Schüsse feuerte und dass außer Mark Clark alle Bewohner schliefen.

## Juristische Aufarbeitung
Ein Untersuchungsbeamter (Coroner), Andrew Toman, organisierte in der Folge der Tötungen eine sechsköpfige Jury für eine Untersuchung der Todesumstände. Nach längeren öffentlichen Debatten zur Zusammensetzung der Kommission von Experten begannen diese am 6. Januar 1970 ihre Arbeit und beschlossen nach einer zweiten Tagung am 21. Januar die Rechtmäßigkeit der Tötungen auf der Basis von Aussagen der Polizei und forensischer Experten. Hinterbliebene, ihre Anwälte oder politische Genossen beteiligten sich nicht an diesem Verfahren, das sie in öffentlichen Stellungnahmen als ein „Theater“ bezeichneten.
Ein juristisches Verfahren mit 28 Geschädigten und der Entschädigungsforderung von 47,7 Mio. US $ wurde 1970 am United States District Court for the Northern District of Illinois eingebracht. Nach 18 Monaten Verhandlung wurde es in Bezug auf 21 Geschädigte von Richter Joseph Sam Perry ohne Jurybeteiligung eingestellt. Über die verbleibenden Geschädigten erlangte die Jury keine Einigung.
Ein Verfahren von 1979 befand, dass die Regierung relevante Beweisdokumente in dem Verfahren zurückhielt. Das Verfahren wurde dann im Berufungsgericht neu verhandelt. Das oberste Gericht hörte ebenfalls eine Berufung und votierte jedoch mit 5:3 Stimmen den Fall am Regionalgericht erneut verhandeln zu lassen.
1982 wurde einer Gruppe von 9 Hinterbliebenen, darunter die Mütter von Clark und Hampton, eine Entschädigungssumme von 1,85 Mio. US $ zugesprochen, was damals als eine historische Höchstsumme galt. Sie wurde von der Stadt Chicago, der Cook County und der Landesregierung zu gleichen Anteilen aufgebracht.

## Politische Reaktionen
1972 votierten die Menschen in der Cook County für die Abschaffung des lokalen Coroner’s Office. Diese Entscheidung wurde 1976 wirksam und die Aufgaben der Institution gingen an die neu geschaffene Stelle des Cook County Medical Examiner.
Bernardine Dohrn gab in der Dokumentation The Weather Underground (2003) an, dass die Ermordung von Clark und Hampton zur Radikalisierung der Weathermen beigetragen habe, die in den folgenden Jahren eine Serie von Bombenanschlägen auf staatliche, vor allem militärische und polizeiliche Einrichtungen verantworteten, bei denen allerdings nie Personen getötet wurden.